# Hansjörg Brombach

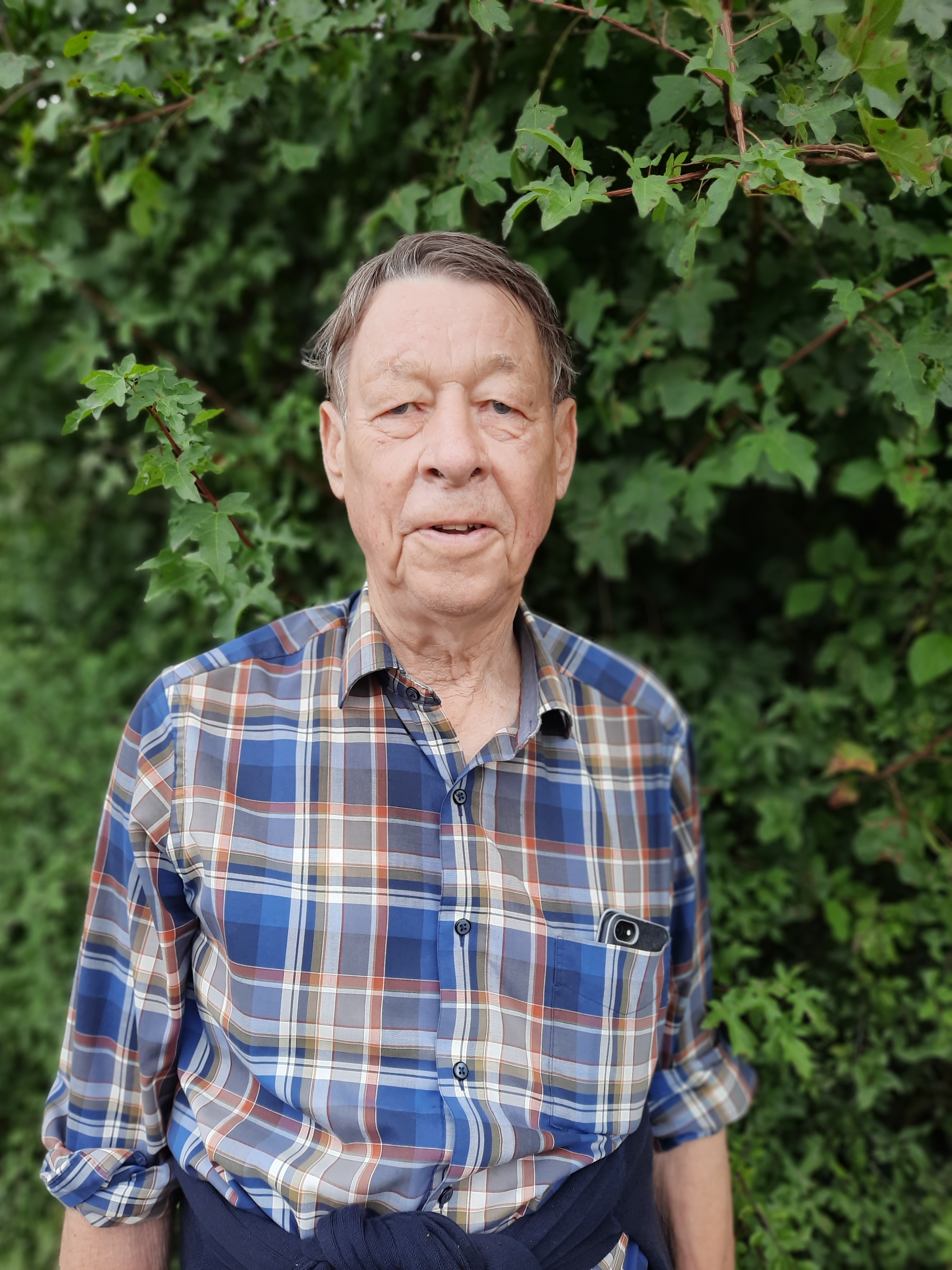
Hansjörg Brombach, 2024

Hansjörg Brombach (* 27. Mai 1943 in Königsberg) ist ein deutscher Bauingenieur, Erfinder, Unternehmer und Hochschulprofessor.

## Leben
Hansjörg Brombach wurde als erstes von drei Kindern des Ehepaars Hans-Joachim und Ursula Brombach in Königsberg (damals Ostpreußen) geboren und wuchs in Braunschweig auf. Er studierte an der Technischen Universität Carolo-Wilhelmina Braunschweig Bauingenieurwesen (1962–1969) und promovierte (1972) und habilitierte (1980) sich an der Universität Stuttgart. Dort wurde er 1991 zum außerplanmäßigen Professor berufen.
Brombach entwickelte während seiner Promotion die sogenannte „Wirbeldrossel“, ein wartungsarmes Gerät zur Drosselung von Abflüssen, mit dem die seit Ende der 1970er Jahre aufkommenden Regenüberlaufbecken ausgerüstet wurden und in den folgenden Jahrzehnten weite Verbreitung fanden. Abgeleitet hat Brombach die Wirkungsweise der Wirbeldrossel aus flüssigkeitsgetriebenen Mikrosteuerungselementen, den sogenannten Fluidics, deren Eigenschaften er mithilfe von Versuchs- und Messreihen auf einen größeren Maßstab hochskalierte. Weitere patentierte Neuentwicklungen zur Steuerung und Regelung von Durchflüssen und Wasserständen in der Regenwasser- und Abwasserbehandlung sowie zur Reinigung von Regenbecken folgten, z. B. Schlauchdrossel, Spülkippe und Federstauklappe. 1977 gründete Brombach in Bad Mergentheim die Firma UFT Umwelt- und Fluid-Technik, zu der im Laufe der Jahre auch Tochterfirmen in Norwegen, Frankreich und in der Tschechischen Republik hinzukamen sowie weltweite Vertretungen.
Neben seiner praktischen Tätigkeit als Geschäftsführer der UFT widmete sich Hansjörg Brombach weiterhin der Lehre (Masterkurs Infrastructure Planning (MIP) Universität Stuttgart) und Forschung, nahm an Tagungen und Kongressen im In- und Ausland teil und veröffentlichte zahlreiche wissenschaftliche Fachbeiträge. Er wirkte in vielen Arbeitskreisen und Fachausschüssen von DWA, VDMA und VDI mit. 1988–1997 war die Firma UFT am Verbundprojekt NIEDERSCHLAG des Bundesministeriums für Forschung und Technologie (BMFT) unter Federführung von Hermann H. Hahn (Universität Karlsruhe, Präsident der ATV/DWA) beteiligt.

## Auszeichnungen
- 1974: Auszeichnung der Freunde der Universität Stuttgart für „besondere wissenschaftliche Leistungen“
- 1974–1975: Forschungsstipendium der Deutschen Forschungsgemeinschaft (DFG) für einen Forschungsaufenthalt an der University of Wales, Cardiff
- 2005 erhielt Brombach die Ehrennadel der Deutschen Vereinigung für Wasserwirtschaft, Abwasser und Abfall e. V. (DWA)[5]
- 2023: Max-Prüß-Medaille der Deutschen Vereinigung für Wasserwirtschaft, Abwasser und Abfall e. V. (DWA)[6]

## Werke
Hansjörg Brombach hat mehr als 260 wissenschaftliche Beiträge verfasst und 60 Patente entwickelt.
Auswahl (meist zitierte Werke)
- Joachim Dettmar, Hansjörg Brombach: Im Spiegel der Statistik: Abwasserkanalisation und Regenwasserbehandlung in Deutschland. In: Korrespondenz Abwasser – Abwasser, Abfall, Heft 5, 2019, S. 354–364.
- Hansjörg Brombach, Robert Jüpner, Uwe Müller, Heinz Patt, Werner Richwien, Reinhard Vogt: Hochwasserschutzmaßnahmen. In: Heinz Patt, Robert Jüpner (Hrsg.): Hochwasser-Handbuch. Springer Vieweg, Berlin, Heidelberg 2013, ISBN 978-3-642-28190-7, S. 313–481.
- Hansjörg Brombach, Gebhard Weiß, Stephan Fuchs: A new database on urban runoff pollution: comparison of separate and combined sewer systems. In: Water Science & Technology, IWA, Vol. 51, 2005, S. 119–128.
- Hansjörg Brombach, Stephan Fuchs, S. (2003): Datenpool gemessener Verschmutzungskonzentrationen in Misch- und Trennkanalisationen. In: Korrespondenz Abwasser – Wasserwirtschaft Abwasser Abfall, Heft 4, 2003, S. 441–450.
- Gebhard Weiß, Hansjörg Brombach: Infiltration and inflow in combined sewer systems: long term analysis. In: Water Science and Technology, Vol. 45,  IWA Publishing 2002, S. 11–19.